# تپه بند قیر
تپه بند قیر مربوط به دوران‌های تاریخی پس از اسلام است و در شهرستان شوشتر، روستای بند قیر واقع شده و این اثر در تاریخ ۵ آذر ۱۳۸۰ با شمارهٔ ثبت ۴۲۲۵ به‌عنوان یکی از آثار ملی ایران به ثبت رسیده است.